# 斯波家長
斯波家長（1321年－1338年1月16日）是日本南北朝時代武將。斯波高經的長男。
與父親高經一同作為一門的重要家臣並仕於足利尊氏。在中先代之亂後，尊氏反抗建武新政並引發戰亂時，為了與朝廷方的北畠顯家對抗而命家長持有奥州和羽州的軍事指揮權，於是家長被任命為奥州總大將。在尊氏於箱根竹之下之戰中擊破征東軍並上洛之際，留在鎌倉的嫡男義詮被任命為執事。但是在阻止顯家南下時失敗，於是令到尊氏一時間敗走。後來在壓制九州後再次上洛，在鎌倉迎撃為了討伐擁立北朝的尊氏而再度率大軍南下的顯家，不過最後敗北並戰死（杉本城之戰）。
後任奥州總大將石塔義房和關東執事上杉憲顯被派遣。奥州總大將和關東執事發展成後來的奥州管領、關東管領。
家長的末裔是後來的高水寺斯波氏。